# Apache License
Apache License (przed wersją 2.0 Apache Software License – ASL) – licencja wolnego oprogramowania autorstwa Apache Software Foundation. Licencja ta dopuszcza użycie kodu źródłowego zarówno na potrzeby wolnego oprogramowania, jak i własnościowego oprogramowania. Pod tą licencją rozpowszechniane jest oprogramowanie tworzone przez Apache Software Foundation.
Pierwsze wersje tej licencji były podobne do 4 klauzulowej licencji BSD, z dodaniem klauzuli zabraniającej produktom pochodnym używania nazwy Apache. Wersja 2.0, opublikowana w 2004 roku, znacząco się od nich różni. Apache License 2.0, podobnie jak ww. licencje akademickie, zezwala na używanie, modyfikowanie i redystrybucję programu w postaci źródłowej, lub binarnej, bez obowiązku udostępnienia kodu źródłowego. Oznacza to, że kod na tej licencji można włączyć do zamkniętych programów, pod warunkiem zachowania zgodności z warunkami tej licencji. Podobnie jak poprzednie wersje, Apache License 2.0 nie udziela zezwolenia na używanie nazw i znaków handlowych licencjodawcy, z wyjątkiem użycia ich w informacji o pochodzeniu produktu. Najważniejszą zmianą, w porównaniu do typowych licencji akademickich, jest klauzula o patentach. Apache License 2.0 określa, że licencjobiorca otrzymuje od wszystkich autorów i współautorów licencję na użycie ich patentów mających zastosowanie w licencjonowanym programie. Jednakże, jeśli licencjobiorca wytoczy komukolwiek proces o to, że ów program narusza jego patenty, to ww. licencja na użycie patentów autorów i współautorów zostanie mu cofnięta.

## Zgodność z licencją GPL
Apache License 2.0 jest uznawana zarówno przez Apache Software Foundation jak i Free Software Foundation za kompatybilną z licencją GNU General Public License w wersji 3. Nie jest natomiast zgodna z licencjami GPL w wersjach 1 i 2 z powodu zawarcia w niej dodatkowych, nie uwzględnionych w GPL 1 i 2, zabezpieczeń związanych z patentami.